# كريس غاريت
كريس غاريت (بالإنجليزية: Chris Garrett)‏ هو محامي وسياسي أمريكي، ولد في 26 ديسمبر 1973 في بورتلاند في الولايات المتحدة. حزبياً، نشط في الحزب الديمقراطي. وقد انتخب عضو مجلس نواب أوريغون.